# Amphioplus qingdaoensis
Amphioplus qingdaoensis är en ormstjärneart som beskrevs av Yin-Xia Liao 2004. Amphioplus qingdaoensis ingår i släktet Amphioplus och familjen trådormstjärnor. Inga underarter finns listade i Catalogue of Life.